# Llíber
Llíber és una població de la comarca de la Marina Alta, al País Valencià. Pertany a l'antic terme castral del Castell d'Aixa. Llíber pertany, amb Alcalalí i Xaló, a Aixa, de la qual és el poble més menut, junt al riu Xaló-Gorgos, envoltat per la serra de Bèrnia i la del Castell de la Solana. Es pot practicar el senderisme i el cicloturisme la qual cosa ens permetrà paratges com ara la Font d'Aixa, Cuta, Cau, Marnes o la Penya Roja. A part dels riuraus que encara es troben com a record de la manufactura de la pansa, l'únic monument ressenyable és l'església dels sants Cosme i Damià. La cassola al forn, el pa tradicional fet a forn de llenya, els embotits, les panses i el moscatell són els trets més característics de la gastronomia lliberana.

## Història

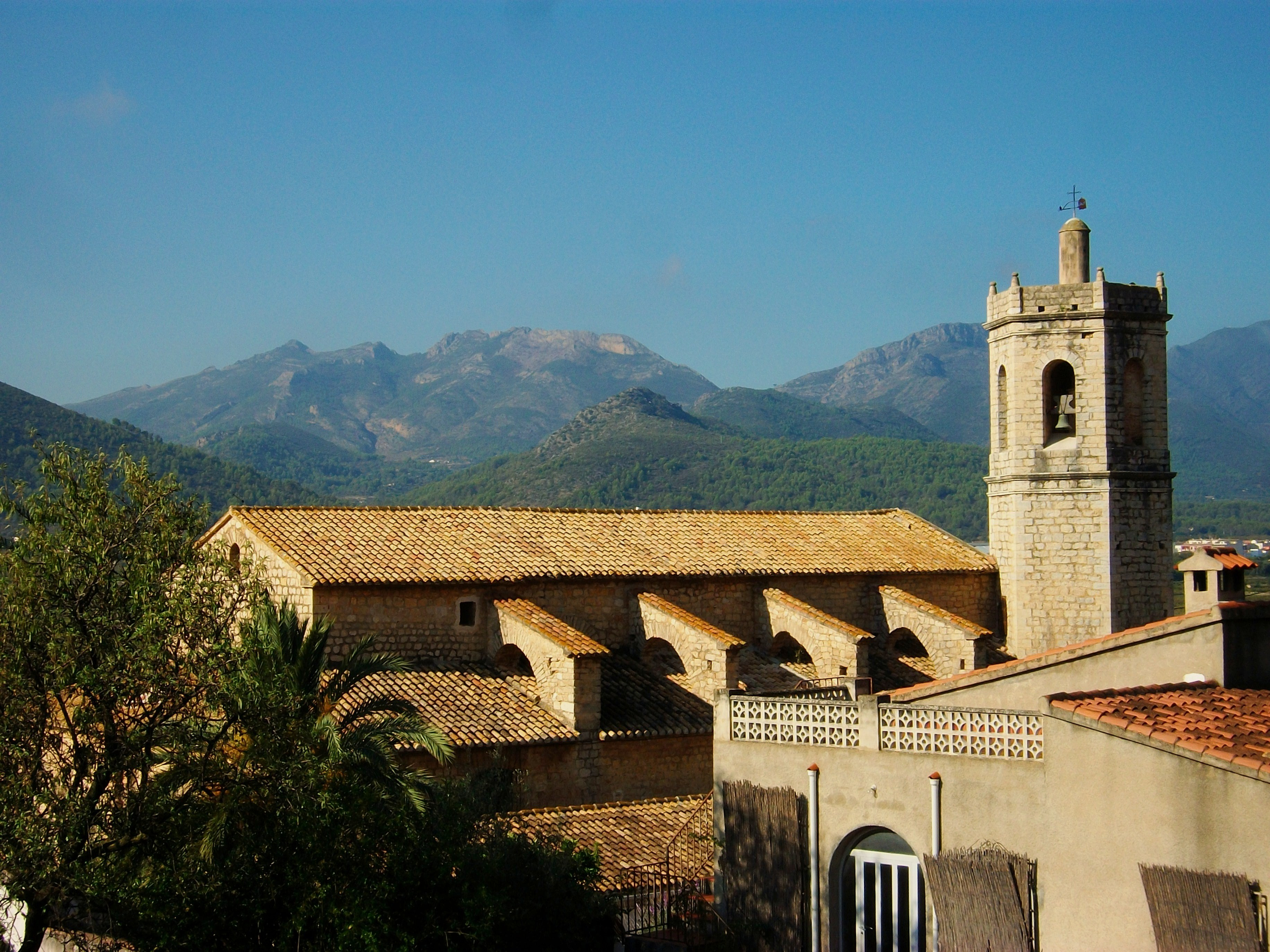
Església dels Sants Cosme i Damià.

El topònim Llíber prové etimològicament d'un suposat praedium Liberii, és a dir, 'la finca de Liberius', el seu propietari.
A la partida del Pou de Gata, al nord del terme municipal, s'han trobat les restes d'un poblat ibèric. Els ibers solien establir els seus assentaments en construccions emmurallades en llocs elevats, a fi d'aconseguir una millor defensa contra els seus enemics. Les terres de Llíber van ser conquerides el 1256 per Jaume I. La dama Constança de Sicília va gaudir de les rendes de Llíber fins al novembre de 1300, data en què el rei Jaume el Just li les va canviar per les de Pego i la Vall d'Uixó. A principis del segle xv, Llíber tenia com a senyor el cavaller en Pere de Castellví. Des de l'any 1413 fins al 1444 va formar part del senyoriu dels Martorell, nissaga a la qual pertanyia el cèlebre novel·lista, Joanot Martorell, l'autor del llibre de cavalleria Tirant lo Blanc. L'any 1444 el lloc de Llíber va ser venut judicialment a instàncies dels creditors d'en Galceran Martorell, un altre membre de la família dels Martorell. Els adquirents van ser en Gonçal d'Íxer, Comanador de Montalbà, i la seua esposa, n'Agnès de Portugal, els quals van vendre Llíber al seu fill Pere el dia 12 de setembre d'aquell mateix any. Va pertànyer al senyoriu de la duquessa d'Almodóvar. El 1609 tenia 25 cases de moriscos i era un annex de Xaló, del qual es va independitzar.

## Economia i demografia
El recompte poblacional del 2005 dona la xifra de 930 habitants. La seua economia és agrícola de secà: raïm, de què extrau les panses i un bon moscatell; ametla i en el poc reguiu que hi ha, taronja.
| Població | 896 | 857 | 838 | 661 | 754 | 647 | 733 | 526 | 467 | 417 | 419 | 475 | 550 | 930 | 950 | 1.001 |

## Política i govern

### Composició de la Corporació Municipal
El Ple de l'Ajuntament està format per 9 regidors. En les eleccions municipals de 26 de maig de 2019 foren elegits 7 regidors del Partit Popular (PP) i 2 de Compromís per Llíber (Compromís).
Anteriorment, a les eleccions de 2015 el PP va treure 9 regidors en ser l'únic partit que es va presentar, guanyant amb un 92,46% de vots però una abstenció del 44,21%.
En 2011 va guanyar el PP per 5 regidors enfront de 4 del PSOE.
En les eleccions municipals de 2007 el PSPV aconseguí 4 regidors, per 3 del PP.
En 2003 va guanyar les eleccions el PSPV, que obtingué 4 regidors i l'alcaldia. El PP, el BLOC i el PUII tragueren 1 cadascú.

### Alcaldia
Des de 2011 l'alcalde de Llíber és José Juan Reus Reus del Partit Popular (PP).
| Període                       | Alcalde o alcaldessa       | Partit polític | Data de possessió | Observacions |
| ----------------------------- | -------------------------- | -------------- | ----------------- | ------------ |
| 1979–1983                     | José Monserrat Sirerol     | UCD            | 19/04/1979        | --           |
| 1983–1987                     | José Monserrat Sirerol     | AP-PDP-UL-UV   | 28/05/1983        | --           |
| 1987–1991                     | José Mas Avellà            | PDP-CV         | 30/06/1987        | --           |
| 1991–1995                     | Joaquín Escrivà Mestre     | PSPV-PSOE      | 15/06/1991        | --           |
| 1995–1999                     | Juan Bautista Reus Fullana | PSPV-PSOE      | 17/06/1995        | --           |
| 1999–2003                     | José Mas Avellà            | PP             | 03/07/1999        | --           |
| 2003–2007                     | Juan Bautista Reus Fullana | PSPV-PSOE      | 14/06/2003        | --           |
| 2007–2011                     | Juan Bautista Reus Fullana | PSPV-PSOE      | 16/06/2007        | --           |
| 2011–2015                     | José Juan Reus Reus        | PP             | 11/06/2011        | --           |
| 2015–2019                     | José Juan Reus Reus        | PP             | 13/06/2015        | --           |
| 2019-2023                     | José Juan Reus Reus        | PP             | 15/06/2019        | --           |
| Des de 2023                   | n/d                        | n/d            | 17/06/2023        | --           |
| Fonts: Generalitat Valenciana |                            |                |                   |              |